# Glénat (uitgeverij)
Glénat is een van oorsprong Franse uitgeverij die voornamelijk strips en manga's uitgeeft.
Glénat werd opgericht in de jaren zeventig door Jacques Glénat. Het hoofdkantoor is gevestigd te Grenoble in het Couvent Sainte-Cécile. Daarnaast heeft het bedrijf vestigingen in Canada, Zwitserland, de Benelux en Spanje.

## Geschiedenis
De uitgeverij is gegroeid uit een fanzine dat Jacques Glénat uitgaf sedert 1969. In 1972, nog voor de vennootschap werd opgericht, gaf Jacques Glénat zijn eerste strips uit. De eerste auteurs waarvan werk verscheen waren Claude Serre en Claire Bretécher. Uitgeverij Glénat begon in 1974 met heruitgaven in kleine oplagen van Marijac en Pellos. Het eerste nieuwe album dat werd uitgegeven was Casque d’Or van Annie Goetzinger. Bij de eerste editie van het Internationaal Stripfestival van Angoulême ontving Glénat als beginnend bedrijf al de prijs voor beste uitgever. De kinderen van de wind van Bourgeon was het eerste grote verkoopsucces van de uitgeverij. Van deel vijf van die reeks werden 300.000 exemplaren verkocht, een record dat jaar voor een realistisch getekende strip in Frankrijk. Deze samenwerking met Bourgeon was ook het begin van de reeks Vécu, onder welke naam Glénat historische strips uitgaf. Bekende namen uit deze reeks zijn De zeven levens van de sperwer, De torens van Schemerwoude en Mallefosse. Een andere bekende en succesvolle reeks van Glénat was Les Grands Romans de la littérature en BD, verstrippingen van bekende romans waarvan meer dan een miljoen exemplaren werden verkocht. Jacques Glénat gaf niet enkel strips uit, maar er volgden non-fictieboeken rond zijn andere passies, de bergen, de zee, wijnen, gastronomie. In 1980 gaf Glénat een eerste manga uit met Akira. Later volgde ook nog Dragon Ball. In 1991 kocht Glénat de kleinere uitgeverij Vents d’Ouest over (dat bleef bestaan als merknaam) en later uitgeverij Zenda. In 1993 volgde een nieuw groot verkoopsucces met de stripreeks Titeuf van Zep. Hieruit groeide later het stripmagazine Tchô !. In 2009 werd een overeenkomst gesloten met Disney die toeliet dat Glénat avonturen van Mickey Mouse getekend door gevestigde Europese striptekenaars kon uitgeven.